# Richard Lammel

Richard Lammel

Richard Lammel (* 2. Februar 1899 in Grünwald, Böhmen; † 1951 in Hof) war ein sudetendeutscher Politiker (NSDAP) und SS-Führer.

## Leben
Nach dem Besuch der Volksschule, des Staatsuntergymnasiums und der Staatsgewerbeschule wurde Lammel in der chemisch-technischen Abteilung einer Firma in Reichenberg (tschechisch: Liberec) zum Chemiker ausgebildet. 1917 unterbrach er sein Studium, um bis Ende 1918 mit dem k. u. k. Kaiserschützen-Regiment Nr. II am Ersten Weltkrieg teilzunehmen. Anschließend schloss er in den Jahren 1919 und 1920 sein Studium ab. Ab 1920 arbeitete er als Chemiker, später als Betriebsleiter in einem chemischen Unternehmen.
1933 übernahm Lammel das Amt eines Organisationsleiters in der Sudetendeutschen Partei (SdP). In den Jahren 1935 und 1936 arbeitete er erneut als Chemiker, während er gleichzeitig ehrenamtlich in der Hauptleitung der SdP tätig war. Von 1936 bis 1938 war Lammel Personalchef und Stabsleiter der SdP. 1938 gehörte er dem im Zusammenhang mit der Sudetenkrise gebildeten Sudetendeutschen Freikorps als Leiter des Nachrichtendienstes an. Nach der Angliederung der Sudetengebiete durch das Deutsche Reich im Herbst 1938 infolge des Münchener Abkommens wurde Lammel zum Gaupersonalamtsleiter des Gaues Sudetenland ernannt.
Im Zuge der am 4. Dezember 1938 stattfindenden Ergänzungswahl zu dem im April 1938 gewählten Reichstag wurde Lammel als Abgeordneter in den nationalsozialistischen Reichstag gewählt, dem er bis zum Ende der NS-Herrschaft als Abgeordneter für die Sudetengebiete angehörte.
Lammel trat zum 1. November 1938 der NSDAP bei (Mitgliedsnummer 6.600.844) und schloss sich auch der SS an (SS-Nummer 310.467). In der SS erreichte er Ende Januar 1939 den Rang eines Standartenführers. Später soll er vorübergehend aus der SS ausgeschlossen worden sein.
Von Februar 1939 bis August 1944 war Lammel Gaustabsamtsleiter der Gauleitung Sudetenland und
Leiter der Kanzlei des Gauleiters, war jedoch ab Anfang Mai 1943 für einige Zeit beurlaubt. Danach ging er wieder einer Beschäftigung nach und wurde zuletzt noch zur Wehrmacht eingezogen.